# Schafbergkirche

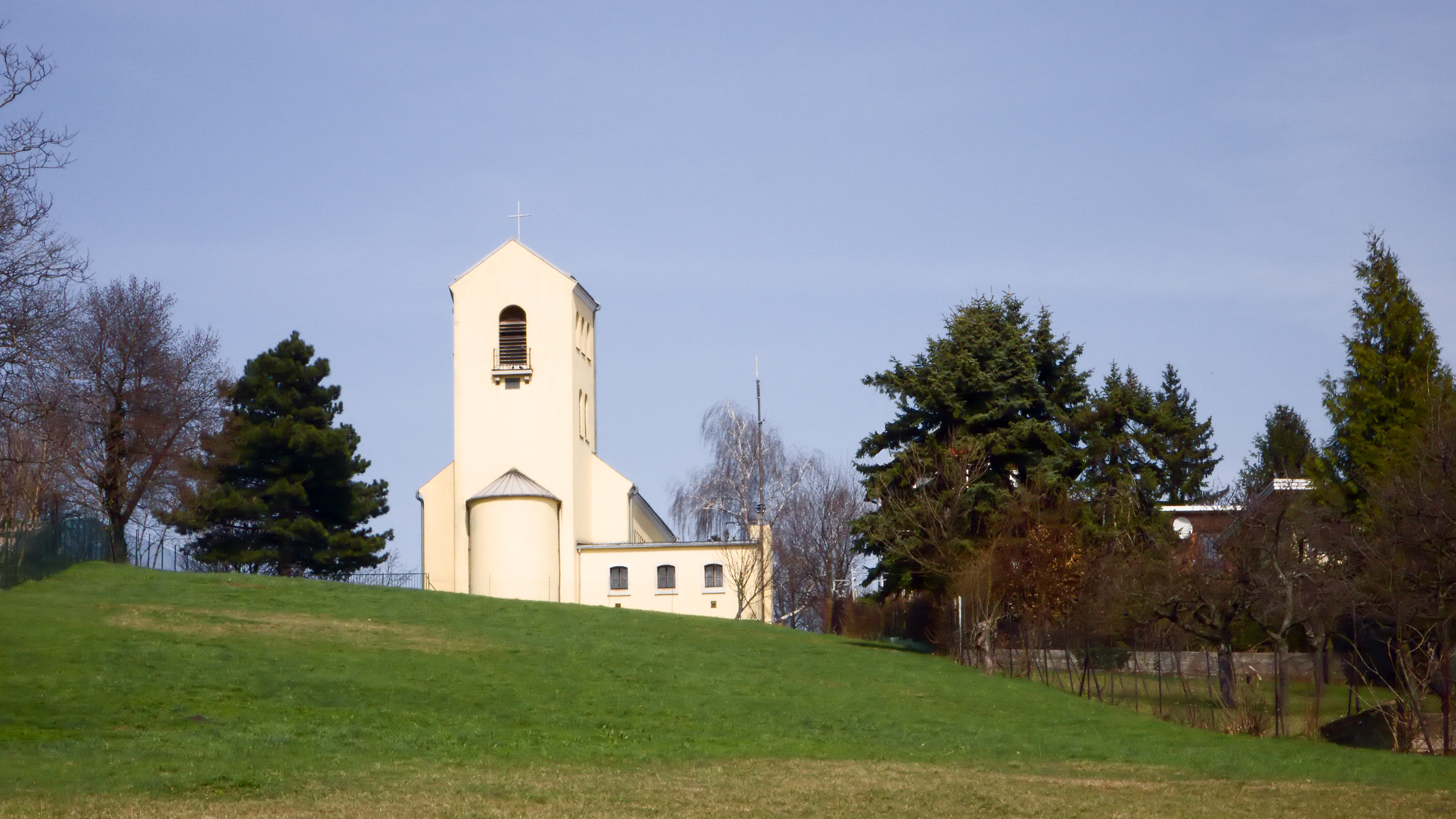
Die Kirche am Schafberg

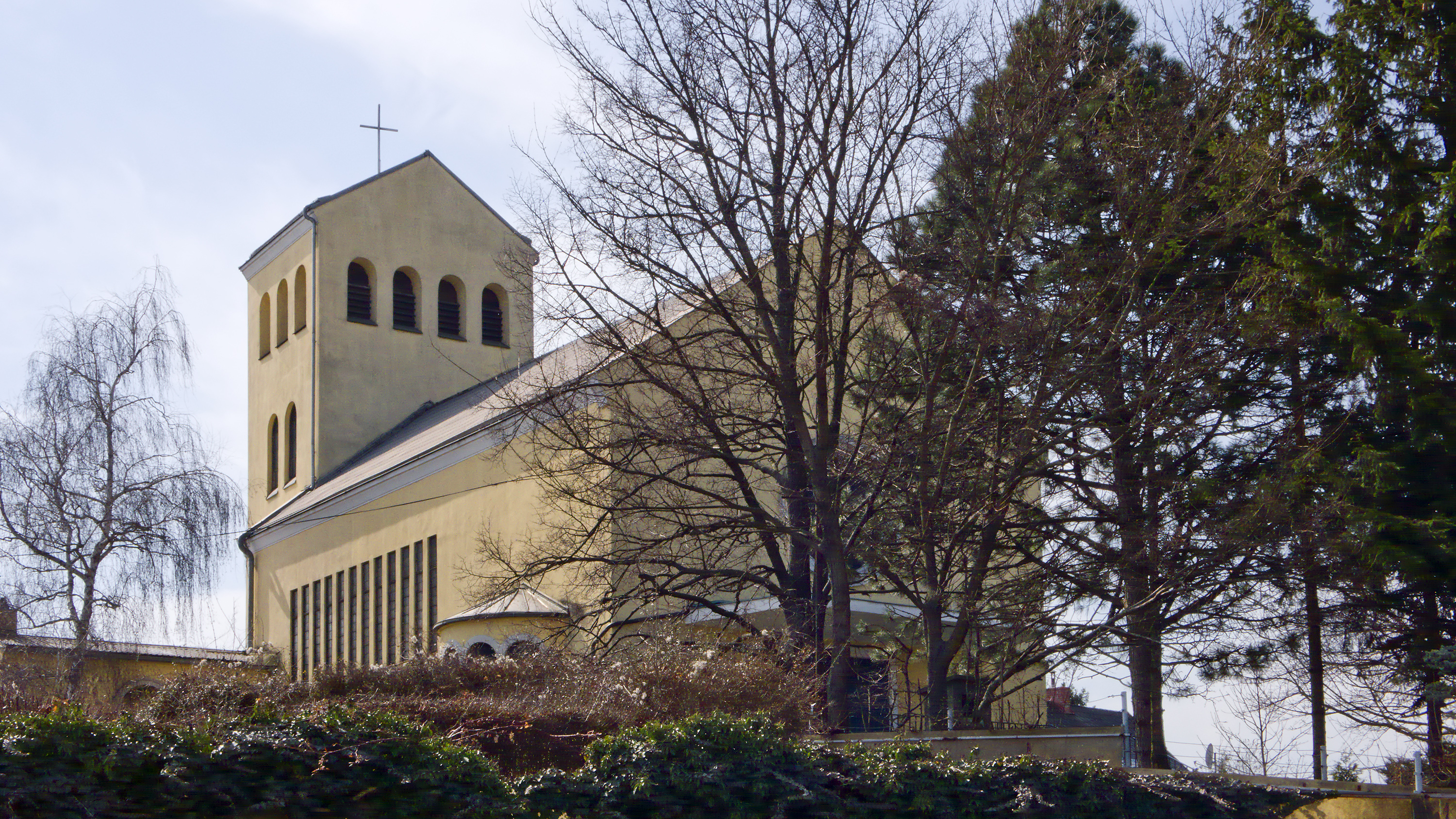
Die Kirche von Norden

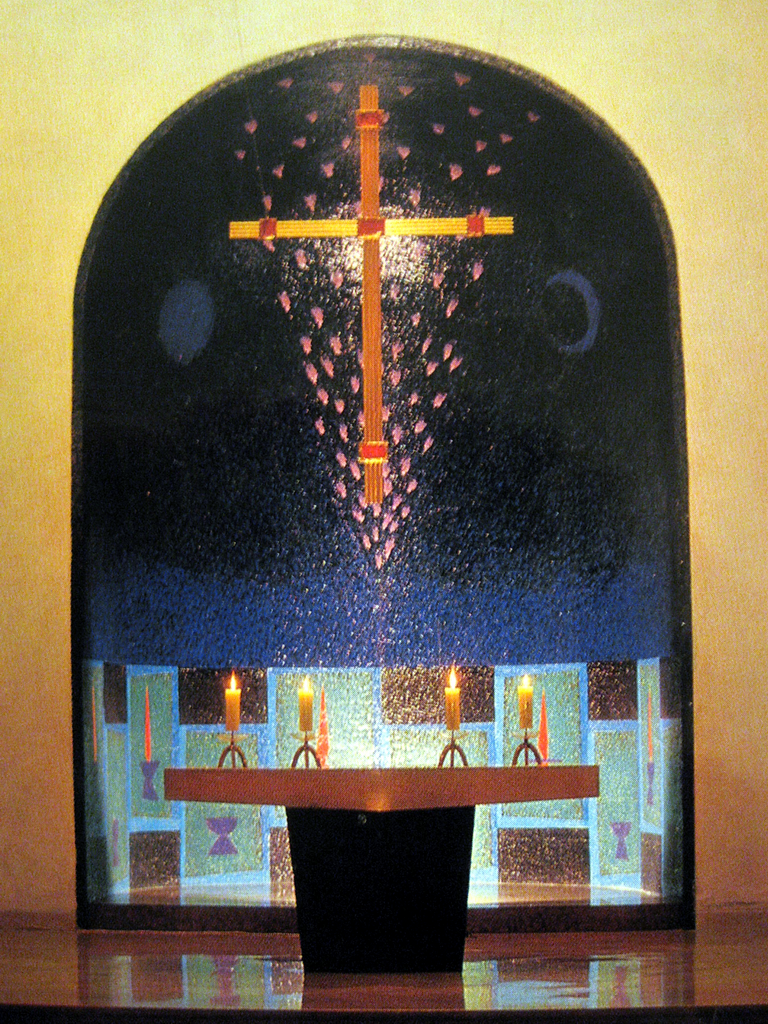
Altar in der Schafbergkirche

Die Schafbergkirche (auch Schafbergkapelle) ist ein römisch-katholisches Kirchengebäude im 17. Wiener Gemeindebezirk Hernals. Sie ist eine Filialkirche der Pfarrkirche Dornbach und ist dem heiligen Thomas Morus geweiht.

## Geschichte
Anstelle der heutigen Kirche fand sich bis in die  1930er Jahre eine Wiese mit einer Baracke, die als provisorische Lungenheilstätte und später als Kinderheim diente. In der Zeit  des Ständestaats fanden hier ab 1934 Gottesdienste statt. Später, während des Krieges, diente die Baracke als Lazarett
Nach Kriegsende 1947 wurde der Baugrund von der Pfarre Dornbach erworben und es kam 1950 bis 1970 zum wesentlich durch Spenden finanzierten  etappenweisen Ausbau der Kirche. Als Motor dieses Ausbaus wirkte der schon in der Zwischenkriegszeit hier  aktive Dornbacher Pfarrer Petrus Grader (OSB). Graders Enthusiasmus für Thomas Morus führte auch zur Benennung der Kirche nach dem im Katholizismus als Märtyrer verehrten britischen Staatsmann und Verfasser von Utopia. Alljährlich – rund um den Gedenktag des Heiligen Thomas Morus – findet in der Kirche die Juristenmesse statt. Zu der Feier eingeladen sind insbesondere die Juristinnen und Juristen Wiens, weshalb die Kirche im Volksmund auch Juristenkirche genannt wird. Die Schafberg-Kirche wurde 1970 als Filialkirche der Pfarre Dornbach eingeweiht; sie beherbergt die „Juristengemeinde“ Wiens. Das „Komitee Juristenmesse“ hat es sich zur Aufgabe gestellt, neben der alljährlichen Organisation der Messe auf dem Schafberg die christlich gesinnten Juristinnen und Juristen Wiens besser zu vernetzen.

## Lage und Architektur
Die Schafbergkirche befindet sich an der Josef-Redl-Gasse 25 im Bezirksteil Dornbach. Durch ihre Lage auf einer 342 m ü. A. hohen Anhöhe des Schafbergs ist sie weithin sichtbar. Das schlichte, mit Anklängen an die Neoromanik gestaltete Gebäude ist ein Werk des Architekten Franz Graf. Der Baubeginn war 1950. Fertiggestellt wurde die Schafbergkirche erst 1970, doch konzeptionell ist sie mit Kirchenbauten der 1930er Jahre vergleichbar. Beeinflusst ist sie von Konzepten Clemens Holzmeisters und Robert Kramreiters.
Die Kirche hat einen südlichen Chorturm und eine eingezogene Apsis. Im Osten sind eine Sakristei und eine Taufkapelle angebaut. Der Innenraum unter einem Satteldach ist indirekt beleuchtet. Die Apsis ist mit Mosaiken ausgekleidet, die von Erich Huber geschaffen wurden und die Jesajas – Prophezeiung von den 7 klugen und 7 törichten Jungfrauen darstellen. Die Tür des Tabernakels am linken Seitenaltar ist ein Stein aus der Kopfgruft von Thomas Morus in Canterbury. Mehrere Glasmalereien in der Schafbergkirche sind Werke von Lucia Jirgal, darunter das so genannte „Ehefenster“ in der Taufkapelle mit Darstellungen der Heiligen Thomas Morus und John Fisher. Die große Kirchenglocke aus dem Jahr 1954 von Josef Pfundner wurde 2019 gegen eine andere kleinere des gleichen Giessers aus dem Jahr 1961 trotz einer Initiative von Pfarrangehörigen, die für einen Verbleib gestimmt hatten, ausgetauscht und kam in die Pfarrkirche Dornbach, von der letztere stammt. Die Orgel von Josef Mertin ist aus 1961/62.
Das Kirchengebäude steht unter Denkmalschutz (Listeneintrag). Davor befinden sich eine Stele mit einer Thomas-Morus-Büste, die um 1970 von Hans Stidl geschaffen wurde, sowie ein Bildstock mit einer Madonnenfigur aus Eisen, eine von Franz Staffler hergestellte Kopie einer Madonnenfigur von Tilman Riemenschneider.